# إسبيرانزا (أوكايالي)
تُعرف إسبيرانزا (Puerto Esperanza) أيضًا باسم بويرتو اسبيرانزا (ميناء الأمل) وهي مدينة في بيرو، عاصمة مقاطعة بوروس في منطقة إقليم أوكايالي . 
إسبيرانزا يخدمها مطار بويرتو اسبيرانزا. وفقا لتعداد عام 2007 ، كان عدد سكانها 1,251 شخص. 